# Carrascal del Obispo (kommunhuvudort)
Carrascal del Obispo är en kommunhuvudort i Spanien.   Den ligger i provinsen Provincia de Salamanca och regionen Kastilien och Leon, i den centrala delen av landet, 200 km väster om huvudstaden Madrid. Carrascal del Obispo ligger 897 meter över havet och antalet invånare är 229.
Terrängen runt Carrascal del Obispo är platt. Runt Carrascal del Obispo är det mycket glesbefolkat, med 3 invånare per kvadratkilometer. Närmaste större samhälle är Tamames, 14,8 km sydväst om Carrascal del Obispo. Trakten runt Carrascal del Obispo består i huvudsak av gräsmarker.